# Al-Hurra
Al Hurra (in arabo ‎?, الحرّة "La libera") è un canale televisivo satellitare statunitense che trasmette in lingua araba. La televisione, finanziata dal governo statunitense, trasmette in 22 Stati del medio oriente ma non negli Stati Uniti, così come previsto dal Smith-Mundtn Act, in quanto si tratta di una televisione con finalità di diplomaza pubblica. Il motivo principale per il quale è stata creata è il tentativo di ridurre influenza mediatica di Al Jazeera e Al Arabiya sul pubblico arabo.
La sede del canale si trova a Springfield, nelle vicinanze di Washington, e occupa circa 200 persone. Le attività di produzione sono supervisionate dalla Broadcasting Board of Governors, agenzia governativa indipendente preposta al controllo dei mezzi di comunicazioni finanziati dal Congresso degli Stati Uniti.
La televisione trasmette 24 ore su 24 e non contiene spazi pubblicitari.